# Turnera iterata
Turnera iterata är en passionsblomsväxtart som beskrevs av Arbo. Turnera iterata ingår i släktet Turnera och familjen passionsblomsväxter. Inga underarter finns listade i Catalogue of Life.